# Haus Rüschhaus

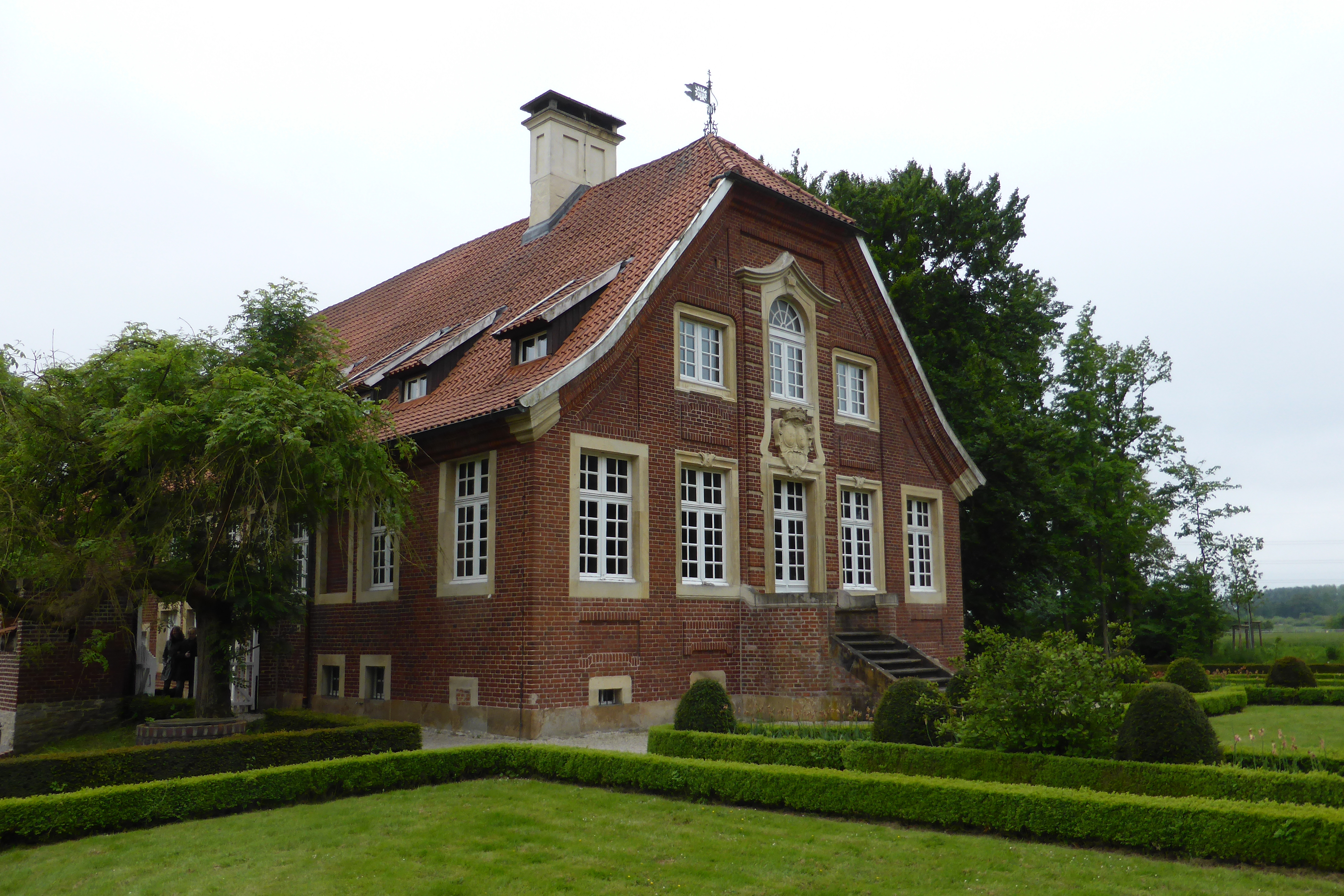
L'edificio principale della tenuta

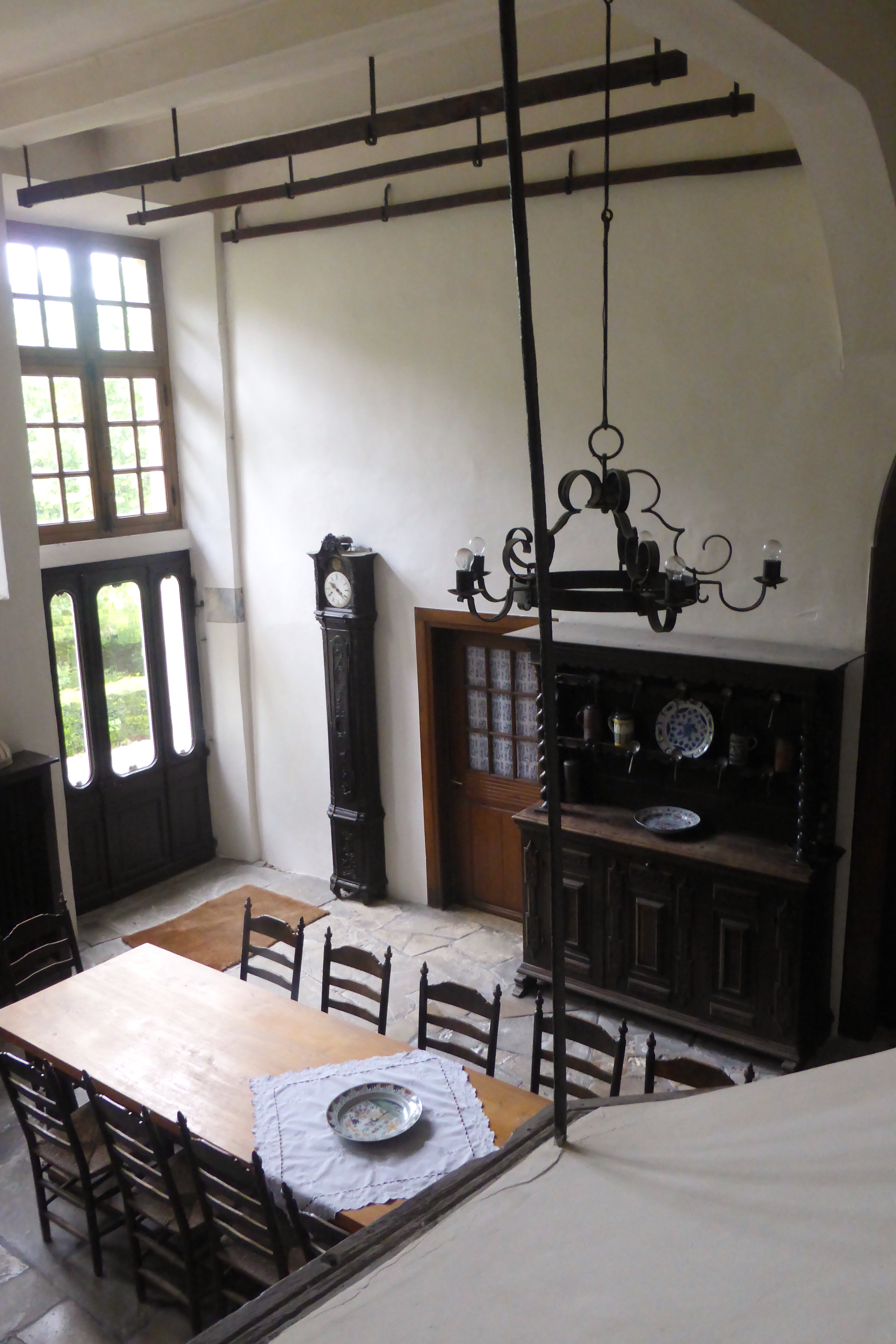
Sala da pranzo a Haus Rüschhaus

Haus Rüschhaus è una storica residenza in stile barocco e casa museo situata nella frazione tedesca di Nienberge, nel comune di Münster, nella Renania Settentrionale-Vestfalia in Germania. Fu realizzata tra il 1745 e il 1749 su progetto dell'architetto Johann Conrad Schlaun.
A Haus Rüschhaus risiedette per 20 anni anche la celebre scrittrice Annette von Droste-Hülshoff e ora la residenza è utilizzata dalla Fondazione Droste-Hülshoff.

## Storia
L'architetto Johann Conrad Schlaun, maestro del barocco, realizzò Haus Rüschhaus a partire dal 1745 trasformando una fattoria nella propria residenza estiva privata. La costruzione durò quattro anni.
Nel 1826, dopo la morte del padre, si trasferì a Haus Rüschhaus assieme alla madre e alla sorella Jenny la scrittrice Annette von Droste-Hülshoff. La famiglia Hülshoff, che occupava tre piccole stanze al piano intermedio, risiedette a Haus Rüschhaus fino al 1846; durante la sua permanenza a Haus Rüschhaus, Annette von Droste-Hülshoff  redasse alcune delle sue opere più importanti, tra cui le ballate, Die Judenbuche e parti del Geistliches Jahr.

## Descrizione
Haus Rüschhaus si trova a pochi chilometri dal centro di Münster e a circa 3 km a nord del Castello Hülshoff (altra residenza della scrittrice Annette von Droste-Hülshoff).
All'interno della casa, si possono vedere alcuni oggetti appartenuti alla scrittrice Annette von Droste-Hülshoff e ai suoi familiari, tra cui la scrivania, la collezione di uova di uccelli e di pietre, ecc.